# Авола
Авола (итал. Avola) је насеље у Италији у округу Сиракуза, региону Сицилија.
Према процени из 2011. у насељу је живело 28666 становника. Насеље се налази на надморској висини од 34 м.

## Становништво
Према резултатима пописа становништва 2011. у општини је живело 31.328 становника.
| 1936.  | 1951.  | 1961.  | 1971.  | 1981.  | 1991.  | 2001.  | 2011.  |
| ------ | ------ | ------ | ------ | ------ | ------ | ------ | ------ |
| 21.883 | 24.756 | 27.453 | 29.241 | 30.627 | 31.322 | 31.289 | 31.328 |

## Партнерски градови
- Тракај